# Melvin Brown
Melvin Brown Casados (nació el 28 de enero de 1979 en Naranjos, Veracruz), es un exfutbolista y entrenador mexicano de origen jamaiquino; se desempeñaba como defensa central. 
Llegó a ser internacional con la Selección mexicana de fútbol (2001-2003) e integró el plantel que disputó la Copa Mundial de Fútbol de 2002.

## Trayectoria

### Futbolista
Melvin Brown debutó en la Primera División de México el 27 de enero de 2001, enfrentando a los Rojinegros del Atlas en el Estadio Azul, en partido correspondiente a la Jornada 4 del Verano 2001; el partido finalizó 2-1 a favor de la Máquina Celeste; al contar con el respaldo del entrenador, se convirtió rápidamente en uno de los pilares en la zaga, siendo parte importante para que el equipo accediera a la final de la Copa Libertadores 2001 frente a Club Atlético Boca Juniors de Argentina. En siete torneos (2001-2004) con la Máquina Celeste, jugó 147 partidos y marcó cinco goles. 
En el Apertura 2004, llegó a Jaguares de Chiapas a petición de José Luis Trejo (entrenador que lo debutó en el Máximo Circuito). Después de casi cuatro años en tierras chiapanecas, fue cedido al Club Puebla de cara al Clausura 2008.
En el 2009 vivió una segunda etapa en Cruz Azul, al ser cedido por Tecos; pasó los últimos años de su carrera en Club Puebla, Tecos, Cruz Azul Hidalgo –filial de la Máquina Celeste en la Liga de Ascenso de México– y los Freseros del Irapuato; al finalizar el Clausura 2013 se retiró.

## Clubes

### Futbolista
| Club                | País   | Año           |
| ------------------- | ------ | ------------- |
| Cruz Azul           | México | 1998-2004     |
| Jaguares de Chiapas | México | 2004-2007     |
| Club Puebla         | México | Clausura 2008 |
| Tecos               | México | 2008-2009     |
| Cruz Azul           | México | 2009-2010     |
| Club Puebla         | México | 2010-2011     |
| Tecos               | México | Apertura 2011 |
| Cruz Azul Hidalgo   | México | Clausura 2012 |
| Irapuato            | México | 2012-2013     |

#### Partidos y goles
| Competencia                   | Partidos | Goles |
| ----------------------------- | -------- | ----- |
| Primera División de México    | 301      | 14    |
| Copa Libertadores             | 26       | 0     |
| Liga de Ascenso de México     | 24       | 0     |
| Liga de Campeones de CONCACAF | 11       | 0     |
| Copa México                   | 8        | 0     |
| InterLiga                     | 3        | 0     |
| SuperLiga                     | 2        | 0     |
| Total                         | 375      | 14    |

## Selección nacional de México

### Absoluta
Su primer llamado a la Selección mayor, llegó para el encuentro ante Estados Unidos, por la Fecha 6 (1 de julio de 2001) de la tercera ronda por la Clasificación de Concacaf para la Copa Mundial de Fútbol de 2002, en el césped del Estadio Azteca (Coyoacán, México); el encuentro también marcó el debut del "Vasco" Javier Aguirre al frente del conjunto Tricolor. 
Formó  parte del plantel de la Selección de México que acudió a la Copa Mundial de Fútbol de 2002, pero en la justa no tuvo minutos. 
|                    | PJ | Minutos | Goles | Asistencias | Periodo   |
| ------------------ | -- | ------- | ----- | ----------- | --------- |
| Selección Mexicana | 10 | 855     | 0     | 0           | 2001-2003 |

| Fecha                   | Rival          | Estadio                                    | Resultado | Competencia  |
| ----------------------- | -------------- | ------------------------------------------ | --------- | ------------ |
| 1 de julio de 2001      | Estados Unidos | Estadio Azteca, Coyoacán                   | 1-0       | Eliminatoria |
| 23 de agosto de 2001    | Liberia        | Estadio Luis "Pirata" Fuente, Boca del Río | 5-4       | Amistoso     |
| 31 de octubre de 2001   | El Salvador    | Estadio Cuauhtémoc, Puebla                 | 4-1       | Amistoso     |
| 11 de noviembre de 2001 | Honduras       | Estadio Azteca, Coyoacán                   | 3-0       | Eliminatoria |
| 28 de abril de 1999     | España         | Estadio Nuevo Colombino, Huelva            | 1-0       | Amistoso     |
| 3 de abril de 2002      | Estados Unidos | Invesco Field at Mile High, Denver         | 1-0       | Amistoso     |
| 17 de abril de 2002     | Bulgaria       | Giants Stadium, East Rutherford            | 1-0       | Amistoso     |
| 12 de mayo de 2002      | Colombia       | Estadio Azteca, Coyoacán                   | 2-1       | Amistoso     |
| 16 de mayo de 2002      | Bolivia        | Candlestick Park, San Francisco            | 1-0       | Amistoso     |
| 6 de julio de 2003      | El Salvador    | The Home Depot Center, Carson              | 2-1       | Amistoso     |

#### Participación en Copa del Mundo
| Copa                           | Sede                | Resultado        | Partidos |
| ------------------------------ | ------------------- | ---------------- | -------- |
| Copa Mundial de Fútbol de 2002 | Corea del Sur Japón | Octavos de final | 0        |

## Palmarés

### Futbolista
Otros campeonatos
| Título                | Club      | País   | Año  |
| --------------------- | --------- | ------ | ---- |
| Pre Pre Libertadores  | Cruz Azul | México | 2000 |
| Copa Pre Libertadores | Cruz Azul | México | 2000 |